# Iekaterina Semiónova
Iekaterina Semiónovna Semiónova (Imperi Rus, 7 de novembre, 1786 - Sant Petersburg, 1 de març, 1849), va ser una actriu russa, germana gran d'una altra actriu, Nimfodora Semiónova.

## Biografia
La mare de Iekaterina, Dària, era una serventa del terratinent de Smolensk Ivan Stepanovich Putyata, que la va donar (juntament amb un altre serf, Semyon) al professor d'anglès, inspector del Cos de Cadets de la "Gentry Naval Prokhor" Ivanovich Zhdanov († 1800), en agraïment per haver criat el seu fill. Daria va ser regalada quan encara era una nena, i quan es va quedar embarassada pel mestre, ell la va casar amb el serf Semyon, que es va convertir així en el pare nominal de Catherine.
Iekaterina va estudiar a l'Escola de Teatre de Sant Petersburg amb V.F Rykalov i I.A. L'any 1802, va aparèixer per primera vegada a l'escenari escolar a les obres d'A. Kotzebue "Примирение двух братьев" (català Reconciliació de dos germans) (Sophia) i "Корсиканцы" (català, Corsos) (Natalia); el febrer de 1803 va debutar a l'escenari professional del Teatre Alexandrinsky a la comèdia "Нанина". El 1805 es va incorporar a la companyia de teatre.
Al Teatre Alexandrinsky, Semiónova va interpretar els papers dels primers amants. Era extraordinàriament bella; Els seus trets facials sorprenen amb la correcció clàssica, el seu perfil, segons un contemporani, s'assemblava a antics cameos. La seva veu de contralt flexible va cedir a una gran varietat de modulacions. La seva força de sentiment i passió sincera van contribuir encara més al seu èxit.

El seu talent va ser especialment evident en els drames romàntics de Vladislav Ozerov, que es van fer populars. El primer èxit comú de l'actriu i dramaturga va ser la representació de la tragèdia Эдип в Афинах (Èdip a Atenes) el 1804.
| « | Serguei Aksàkov va dir que durant la representació d'"Èdip", quan el pare de Semiónova-Antígona va ser endut per la força, l'artista es va deixar portar tant que es va alliberar de les mans dels soldats que la sostenien i va córrer darrere del seu pare entre bastidors, cosa que no estava en el paper; Vaig haver de córrer darrere d'ella i portar-la de nou a l'escenari. | » |

L'educació de Semiónova, no només general, sinó també a l'escenari, va ser molt superficial, com a resultat de la qual cosa va agafar prestat el desenvolupament dels papers dels altres. Al principi, Semiónova va aprendre els papers sota la guia del cap del repertori, el príncep Aleksandr Aleksandrovic Šachovskoj; aleshores, sospitant que era partidari de Maria Valberkhova, va començar a ensenyar papers, seguint els consells del devot poeta Nikolai Ivanovich Gnedich. finalment, va prestar molta atenció a les recepcions de la famosa actriu francesa, Marguerite Georges, que aleshores visitava Sant Petersburg. Però va ser el seu propi talent el que li va donar força. El públic de Sant Petersburg es va dividir en fans de Georges i Semiónova; els coneixedors més competents van donar la palma a Semiónova. Contrastant el regal genuí i viu de Semiónova amb el joc reflexiu però sense ànima de Georges, Aleksandr Puixkin va escriure:
| « | "Quan parles de la tragèdia russa, parles de Semiónova i, potser, només d'ella. Dotada de talent, bellesa, un sentiment viu i veritable, es va formar per ella mateixa. Semiónova mai va tenir l'original. L'actriu francesa sense ànima Georges i el sempre entusiasta poeta Gnedich només podien insinuar-li els secrets de l'art, que va entendre amb la revelació de la seva ànima. El joc és sempre lliure, sempre clar, la noblesa dels moviments animats, l'orgue és net, suau, agradable i sovint impulsos d'autèntica inspiració: tot això li pertany i no es presta a ningú. Va decorar les creacions imperfectes del desafortunat Ozerov i va crear el paper d'Antígona i Moina; ella va animar les línies mesurades de Lobanov; a la seva boca ens agradaven els poemes eslaus de Katenin, plens de força i foc, però rebutjats pel gust i l'harmonia. En les bigarrades traduccions, compilades per forces comunes, i que, malauradament, ara s'han tornat massa habituals, només escoltem Semiónova, i el geni de l'actriu va mantenir en escena totes aquestes obres deplorables dels poetes aliats, a les quals cada pare renuncia per un. Semiónova no té rival; es van aturar els rumors esbiaixats i els sacrificis momentanis portats per la notícia; va seguir sent la reina sobirana de l'escena tràgica." | » |

La mateixa Georges es queixava que, amb tota la seva tècnica, sovint sentia una manca de temperament, que Semiónova sempre brillava.
L'èxit i els aficionats van espatllar Semiónova: de vegades era mandrosa, de vegades capritxosa, cosa que també va ser facilitat pel fet que es va apropar al senador, el príncep Ivan Alexeyevich Gagarin, un home molt ric que gaudia d'una posició elevada tant en el servei com en els cercles literaris. En ser nomenat com a director dels teatres del príncep P.I Tyufyakin, Semiónova no va poder suportar la seva rudesa i duresa i va abandonar el servei (1820); però no podia viure sense l'escenari, va participar en actuacions d'aficionats i dos anys més tard, quan Apollon Aleksandrovich Maykov va ocupar el lloc de Tyufyakin, va tornar a actuar a l'escenari. L'aparició d'un nou tipus d'obres dramàtiques, una direcció romàntica, sovint escrita en prosa, va danyar significativament els últims anys de la carrera escènica de Semiónova. En un esforç per quedar-se primera, va assumir papers en aquestes obres, i fins i tot papers còmics, però sense èxit. El 1826, Semiónova finalment es va acomiadar del públic en la tragèdia del dramaturg rus M. V. Kryukovsky "Pozharsky".
Després d'haver-se traslladat a Moscou, Semiónova va acceptar casar-se amb el seu patró. La casa dels Gagarin va ser visitada per molts antics admiradors de Semiónova: Pushkin, Aksakov, Nadezhdin, Pogodin. El príncep Gagarin va morir el 1832; Els últims anys de la vida de Semiónova van ser eclipsats per problemes familiars.
Iekaterina Semiónova va morir l'1 de març de 1849 a Sant Petersburg. Va ser enterrada al cementiri de Mitrofanievskoe. A causa de la destrucció completa del cementiri Mitrofanyevsky, E. S. Semiónova va ser enterrada novament el 1936 a la necròpolis de mestres en arts de la Lavra Alexander Nevsky a Sant Petersburg.